# 全ラ飯
『全ラ飯』（ぜんラめし）は、2023年4月14日（13日深夜）から6月30日（29日深夜）まで、関西テレビの「EDGE」枠（関西ローカル）にて放送されたテレビドラマ。主演は本作がテレビドラマ初出演かつ初主演となる近藤頌利。
全裸で食事する趣味を持つエリートサラリーマンが、恋におちたことをきっかけに、自分に正直な生き方を見つけるまでを描いた「ハダカ×恋×グルメ」の新感覚ラブコメディー。

## キャスト

### 主要人物
一条颯太〈26〉
演 - 近藤頌利（高校時代：前川佑）
金融庁に勤務するエリートサラリーマン。完璧なルックスで人柄も良く、仕事もできるハイスペック男子。全裸で食事をしてストレスを解消する、秘密の趣味を持つ。
毎週末、亡き祖母の遺したレシピで真尋に料理の手ほどきを受けるうち、彼に今まで抱いたことのない感情が芽生えてゆく。
三木真尋〈26〉
演 - ゆうたろう（高校時代：本田旬）
青果店「三木青果店」を営む颯太の亡き祖母の友人。颯太の「全裸飯」を目撃する。

### 金融庁総務課広報室
清水小町〈24〉
演 - 片山友希
颯太の後輩。
春日大翔〈26〉
演 - 岡宏明
颯太の同期。
勅使河原室長〈43〉
演 - 山中聡
颯太の上司。

### その他
劉昊山（リュウ ハオシャン）〈38〉
演 - フィガロ・ツェン
「三木青果店」の店員。台湾出身。
一条みづ知〈享年80〉
演 - ジュディ・オング
颯太の亡き祖母。

## スタッフ
- 脚本 - 大久保ともみ[1]、川崎僚[1]、児玉頼子[1]
- 主題歌 - SOMETIME'S「Do what you do ably」（PONY CANYON / IRORI Records）[3]
- オープニング曲 - ゴホウビ「一糸まとわぬアイを見せてよ」（PONY CANYON）[5]
- 演出 - かとうみさと[1]、加藤綾佳[1]、川崎僚
- 料理監修 - ヤミー[2]
- プロデュース - 豊福陽子[1]、中山ケイ子[1]、藤田真一
- 制作協力 - FCC[1]
- 制作著作 - 関西テレビ

## 放送日程
| 各話   | 放送日  | サブタイトル                         | 脚本         | 演出         |
| ------ | ------- | ------------------------------------ | ------------ | ------------ |
| 第1話  | 4月14日 | クスクスな出会い                     | 大久保ともみ | かとうみさと |
| 第2話  | 4月21日 | 言い訳のパクチー                     | 大久保ともみ | かとうみさと |
| 第3話  | 4月28日 | タヒンな気持ち                       | 大久保ともみ | 加藤綾佳     |
| 第4話  | 5月05日 | サテ、どうなる?三角関係              | 川崎僚       | 川崎僚       |
| 第5話  | 5月12日 | エマの数だけ幸せに                   | 大久保ともみ | 加藤綾佳     |
| 第6話  | 5月19日 | 思い出はバンクーのかたち             | 川崎僚       | 加藤綾佳     |
| 第7話  | 5月26日 | スパイス香る夜                       | 児玉頼子     | 加藤綾佳     |
| 第8話  | 6月02日 | 一人前のスキの味                     | 児玉頼子     | 加藤綾佳     |
| 第9話  | 6月09日 | ウスターソースじゃ隠せない、四角関係 | 大久保ともみ | 川崎僚       |
| 第10話 | 6月16日 | 焦がれてコリアンダー                 | 児玉頼子     | 加藤綾佳     |
| 第11話 | 6月23日 | ヤンニョムなふたり                   | 川崎僚       | 川崎僚       |
| 最終話 | 6月30日 | 部屋とワイシャツと生胡椒             | 大久保ともみ | かとうみさと |

- 初回は前日の『あなたがしてくれなくても』（22時 - 23時09分）の拡大放送に伴い15分繰り下げられ、0時40分 - 1時10分に放送された[1]。
- 第10話は前日の『キリンチャレンジカップ2023  日本× エルサルバドル』（18時05分 - 21時09分）中継のため、15分繰り下げられ、0時40分 - 1時10分に放送された。

## スピンオフドラマ
『全ラ飯～M to I～』のタイトルで、動画配信サービス「カンテレドーガ」と「Tver」にて配信。

### 配信日程（スピンオフドラマ）
| 各話 | 配信日  | サブタイトル |
| ---- | ------- | ------------ |
| #1   | 4月14日 | Memory       |
| #2   | 4月21日 | Missing      |
| #3   | 4月28日 | Moment       |
| #4   | 5月05日 | Moonlight    |
| #5   | 5月12日 | Marmalade    |
| #6   | 5月19日 | Mirage       |